# Rudolf Blitzfeld
Rudolf Blitzfeld (9. dubna 1828 Příkop – 15. února 1906 Brno) byl rakouský právník a politik německé národnosti působící ve Slezsku a na Moravě, v 2. polovině 19. století poslanec Říšské rady.

## Biografie
Jeho otcem byl domovník, písař a kavárník v Brně Franz Blitzfeld. Rudolf studoval v letech 1846–1849 práva na Vídeňské univerzitě a v letech 1849–1852 na Františkově univerzitě v Olomouci, kde roku 1852 získal titul doktora práv. Do roku 1852 pak působil jako právní zástupce v Brně, v letech 1855–1858 ve štýrském Leobenu, pak v Krakově a od roku 1863 v slezském Bílsku. Počátkem 70. let byl profesí advokátem, působícím ve Slezsku, od 1. ledna 1874 v Brně. Byl prezidentem záložny Erste Spar- und Vorschusskassa für Gewerbe und Handel v Brně. Působil též jako místopředseda brněnské advokátní komory. Do této funkce byl zvolen roku 1898. Zasedal v její disciplinární radě.
Byl aktivní i veřejně a politicky. V letech 1874–1875 založil v Brně Měšťanský spolek (Bürgerverein) a v období let 1876–1885 a opětovně od roku 1894 zasedal v městské radě. Od roku 1870 zasedal na Slezském zemském sněmu. Zemský sněm ho roku 1870 delegoval i do Říšské rady (celostátní parlament, volený nepřímo zemskými sněmy). Opětovně byl zemským sněmem do vídeňského parlamentu vyslán roku 1871, za kurii městskou a obchodních a živnostenských komor v Opavě. Na zemský mandát rezignoval v roce 1873 a zároveň odmítl kandidaturu v přímých volbách do Říšské rady roku 1873. Stranicky se profiloval jako německý liberál (takzvaná Ústavní strana, liberálně a provídeňsky orientovaná, odmítající federalistické aspirace neněmeckých etnik).
Zemřel v únoru 1906.